# Абду, Ахмед
Ахмед Абду (араб. أحمد عبده‎; 1936, Муцамуду, о. Анжуан, Коморские острова) — коморский политический и государственный деятель, двенадцатый  премьер-министр Комор с 27 декабря 1996 по 9 сентября 1997 года.

## Биография
До обретения страной независимости 6 июля 1975 года возглавлял министерство финансов автономного правительства французских Коморских островов (1972). Член партии «Национальная ассамблея развития». После двадцатилетнего перерыва Абду снова поднялся на вершину власти, став председателем правительства Коморских Островов.
В мае 1997 года начались протесты против кабинета, во главе которого находился А. Абду, впрочем глава правительства сумел выиграть голосование в парламенте по его отставке и получил вотум доверия депутатов парламента. В августе того же года страна оказалась в очередном кризисе из-за выхода из состава Федеральной Исламской Республики Коморские Острова двух островов, в том числе и родного острова премьера — Анжуана. Поэтому уже в начале сентября 1997 года Ахмед Абду был вынужден уйти в отставку после 9 месяцев пребывания в должности.